# Snowbird (Lied)
Snowbird ist ein von Gene MacLellan geschriebenes Lied, das erstmals 1969 auf dem von Anne Murray publizierten Album This Way Is My Way erschien und im darauffolgenden Jahr noch einmal sowohl auf dem gleichnamigen Album als auch als Single herausgebracht wurde. MacLellan selbst veröffentlichte das von ihm geschriebene Lied ebenfalls 1970 auf seinem zweiten Album Street Corner Preacher.
Das Lied war Murrays erster Hit und es war überhaupt die erste goldene Schallplatte einer kanadischen Künstlerin.

## Inhalt
Das Lied erzählt von einer enttäuschten Liebe und der Sehnsucht, mit dem Schneevogel einfach davonfliegen zu können: The one I love forever is untrue and if I could you know that I would fly away with you. (Diejenige, die ich liebe, ist nicht treu und du weißt, dass wenn ich es könnte, mit dir wegfliegen würde.).
Das Lied beschreibt aber auch ganz generell, wie die einst hoffnungsvollen Träume im Leben des Protagonisten zerplatzt sind und sich bei der Rückschau Wehmut breit macht: When I was young my heart was young then too, anything that it would tell me that's the thing that I would do. But now I feel such emptiness within for the thing that I want most in life's the thing that I can't win. (Als ich jung war, folgte ich dem Ruf meines Herzen und versuchte, all meine Träume zu verwirklichen. Aber jetzt fühle ich solch eine Leere in mir, denn das, was ich mir am meisten gewünscht habe, konnte ich nicht bekommen.).
Der „Snowbird“ (Schneevogel) erscheint als eine Metapher für die Sehnsucht nach Freiheit, weil dieser einfach davonfliegen kann, während der Erzähler in seinem Leid verharren muss.

## Coverversionen
Das Lied wurde von zahlreichen Künstlern gecovert; darunter Elvis Presley, Lynn Anderson, Perry Como, Bing Crosby, Burl Ives,
Wanda Jackson, Loretta Lynn, Hank Snow und Andy Williams.
Außerdem wurde das Lied in zahlreiche Sprachen übersetzt und war vor allem in den klimatisch kühleren nordeuropäischen Staaten populär, wo es unter anderem von Birthe Kjær als Sangfugl auf Dänisch, Helinä Ilkka als Lumilintu auf Finnisch und Anna-Lena als Pröva dina vingar in einer schwedischen Version erschien. Ferner gab es unter anderem noch eine flämische Version von Lize Marke (unter dem Titel Zeemeeuw) und wurde von Daliah Lavi (unter dem Titel Wie Die Schwalben) auch auf Deutsch gesungen.